# Hugo Benitez
Hugo Benitez (Perpignan, 20 gennaio 2001) è un cestista francese.